# Chartrier-Ferrière
Chartrier-Ferrière ist eine französische Gemeinde im Département Corrèze in der Region Nouvelle-Aquitaine. Sie gehört zum Arrondissement Brive-la-Gaillarde und zum Kanton Saint-Pantaléon-de-Larche. Die Bewohner nennen sich Chartriens oder Chartriennes.

## Geografie
Im Dorf Chartrier gibt es ein Schloss, eine Kirche, die Mairie und ein Schulhaus. In Ferriére befindet sich eine weitere Kirche. Die weiteren Ortsteile und Weiler heißen Les Ages, Le Ballut, Les Borderies, Chaussou, Coudonnet, La Magaudie, Le Maillet, Le Mas del Bos und Le Mazajoux. Die Gemeinde grenzt im Nordwesten an La Dornac, Chavagnac und Saint-Cernin-de-Larche, im Nordosten an Chasteaux, im Osten an Nespouls, im Südosten an Estivals und im Südwesten an Nadaillac.

## Wappen
Beschreibung: Gespalten in Silber mit einem roten blau bewehrten Adler am Spalt und Gold mit sechs roten Schrägbalken.

## Bevölkerungsentwicklung
| Jahr      | 1962 | 1968 | 1975 | 1982 | 1990 | 1999 | 2008 | 2012 |
| --------- | ---- | ---- | ---- | ---- | ---- | ---- | ---- | ---- |
| Einwohner | 237  | 223  | 224  | 265  | 272  | 275  | 339  | 342  |